# El Arbi Hillel Soudani
El Arbi Hillel Soudani, em árabe: العربي هلال سوداني (Chlef, 25 de novembro de 1987) é um futebolista argelino que atua como atacante. Atualmente defende o Maribor.

## Carreira
Em 2008, Soudani foi escolhido como o melhor jogador jovem do ano pelo DzFoot depois de marcar onze golos em 24 partidas na temporada 2007-2008 
Em junho de 2011, Soudani fez testes para o Le Mans da Ligue 2. 
Em agosto de 2011, Soudani foi confirmado por três temporadas no Vitória de Guimarães . O atleta argelino conquistou pelo Vitória de Guimarães, no dia 26 de maio de 2013, a Taça de Portugal. Soudani atuou durante os 90 minutos da final, e marcou o primeiro gol da equipe vimaranense, que viria a vencer o Benfica por 2-1.
Em maio de 2013, Soudani assinou um contrato de 4 temporadas pelo Dínamo de Zagreb. No dia 6 de julho de 2013 conquistou a Supercopa da Croácia pelo clube, contra o Hajduk Split. O jogo ficou 1-1 nos 90 minutos e 4-1 nos pênaltis. Soudani deu a assistência para o gol da sua equipe.

## Carreira internacional
Em fevereiro de 2011, Soudani foi selecionado pelo treinador Abdelhak Benchikha para integrar a Seleção Argelina para o Campeonato das Nações Africanas, realizado no Sudão. No jogo de abertura contra a Uganda, Soudani começou como titular e marcou aos 61 minutos, contribuindo com a vitória da Argélia por 2 a 0. No segundo jogo, contra o Gabão, Soudani anotou novamente, aos 71 minutos. No entanto, a Argélia apenas conseguiu um empate de 2 a 2 nessa partida. Embora não tenha marcado nos outros jogos, Soudani terminou o torneio como o melhor marcador.
Em 14 de maio, Soudani foi convocado por Abdelhak Benchikha para a Seleção Argelina de Futebol pela primeira vez, para a Eliminatórias para a Taça das Nações Africanas, contra Marrocos.

## Honras
- Vencedor do Campeonato Argelino de Futebol com o ASO Chlef em 2011;
- Melhor marcador do Campeonato das Nações Africanas de 2011 com 3 golos;
- Melhor Marcador do Campeonato Argelino de Futebol de 2011 com 18 golos;
- Vencedor da Taça de Portugal com o Vitória de Guimarães em 2013;
- Vencedor da Supercopa da Croácia com o Dínamo Zagreb em 2013;